# مقاطعة ميل لاكس (مينيسوتا)
مقاطعة ميل لاكس (بالإنجليزية: Mille Lacs County)‏ هي إحدى مقاطعات ولاية مينيسوتا في الولايات المتحدة الأمريكية.